# Традиційна їжа

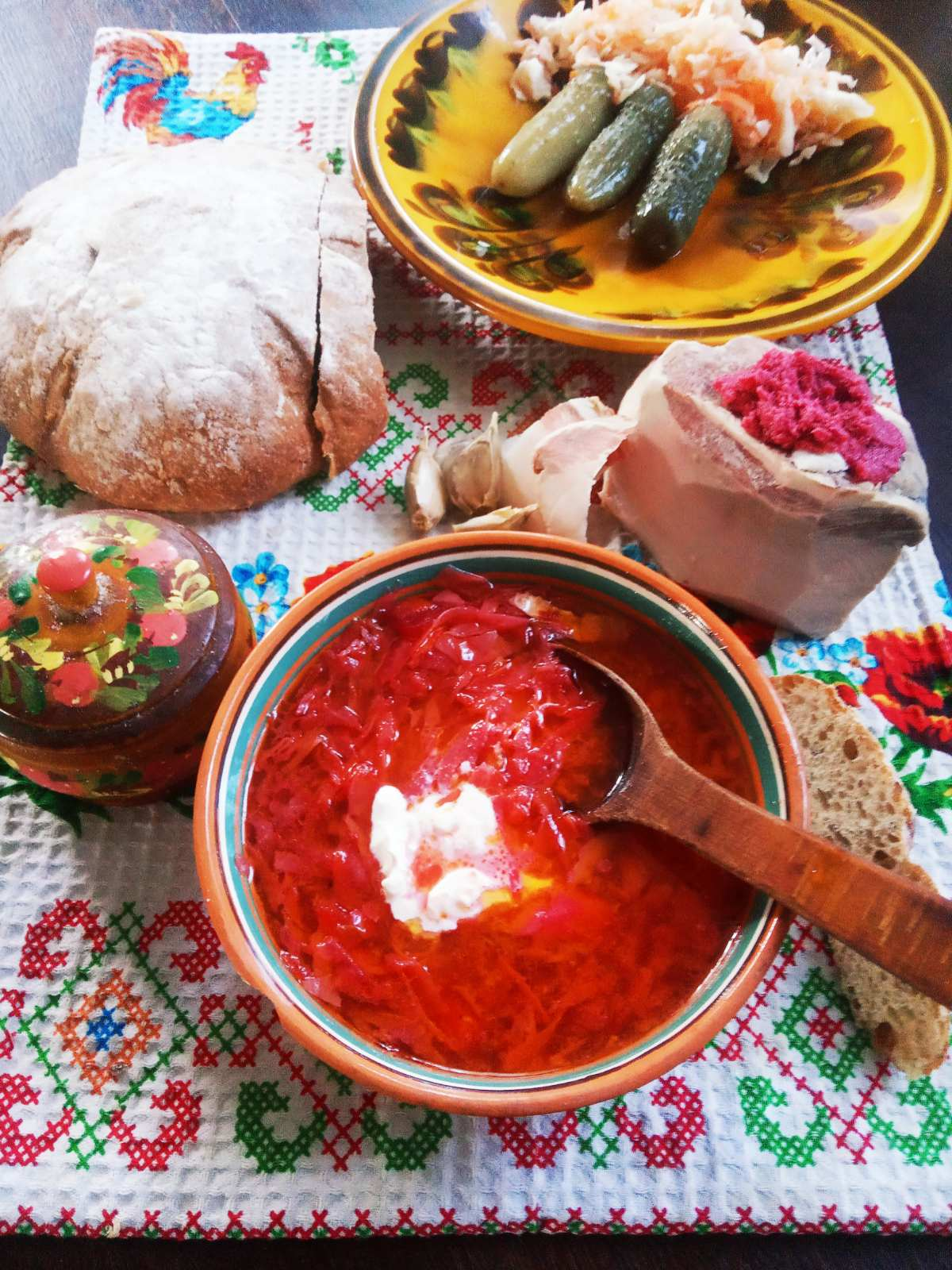
Український борщ

Традиційна їжа – це страви, які передаються з покоління в покоління  або споживаються багатьма поколіннями поспіль.  Формування традиційної їжі було під впливом природних, соціальних та політичних факторів. Продукти харчування та страви що є традиційними мають історичний прецедент у розвитку національній кухні, регіональній кухні або місцевій кухні. Традиційні харчові продукти та напої можуть вироблятися у домашньому середовищі, у закладах громадського харчування та підприємствами харчової промисловості.
Деякі традиційні харчові продукти мають статус географічного зазначення щодо походження їх з певної території, країни, регіону або місцевості, а також відзнаку Гарантована традиційна страва, яка визначає склад або традиційний спосіб виробництва продукту.  Ці стандарти служать для популяризації та захисту назв якісних сільськогосподарських та харчових продуктів.

## Різниця між традиційною і типовою їжею
Незважаючи на те, що поняття традиційна і типова їжа зазвичай використовують як синоніми, вони мають суттєву різницю: «традиційна» кухня відноситься до кулінарних звичаїв, які незмінно успадковуються через передачу традицій у сім’ї або у громаді, як частина її культури та ідентичності;  «типова» кухня або «популярна» кухня, це та, яка подобається у відповідний час, у відповідному місці більшості людей спільноти та масово використовується.  На справді традиційна страва може бути типовою і навпаки, але не всі типові страви є традиційними і не всі традиційні страви є типовими.
Більшість традиційних страв виникли завдяки майстерності домогосподарок, які створили нові рецепти, які подобались людям та ставали популярними, поширювались довгий час й перетворювались у класичні рецепти, які складали традиційну їжу. Це відбувалось на одній території, тому класичні рецепти  обов’язково пов’язані з країною походження, з конкретними продуктами території та специфічними місцевими звичками. Класичні рецепти традиційної кухні території, які споживали масово та були популярні,  стають частиною типової їжі. Мексиканський кулінарний антрополог Мару Толедо додає до цього процесу третю концепцію, сучасну, а саме «комерційну» (глобальну) кухню ,  яка присвоює характеристики традиційної їжі, але метою її є економічна вигода. Більшість населення вважає, що їжа, яку їм пропонують та яку вони купують, є "місцевою", таким чином відбувається своєрідна харчова акультурація  і спрощується різноманітність продуктів, технік, рецептів та інших кулінарних аспектів традиції.

## Приклади традиційної кухні країн світу

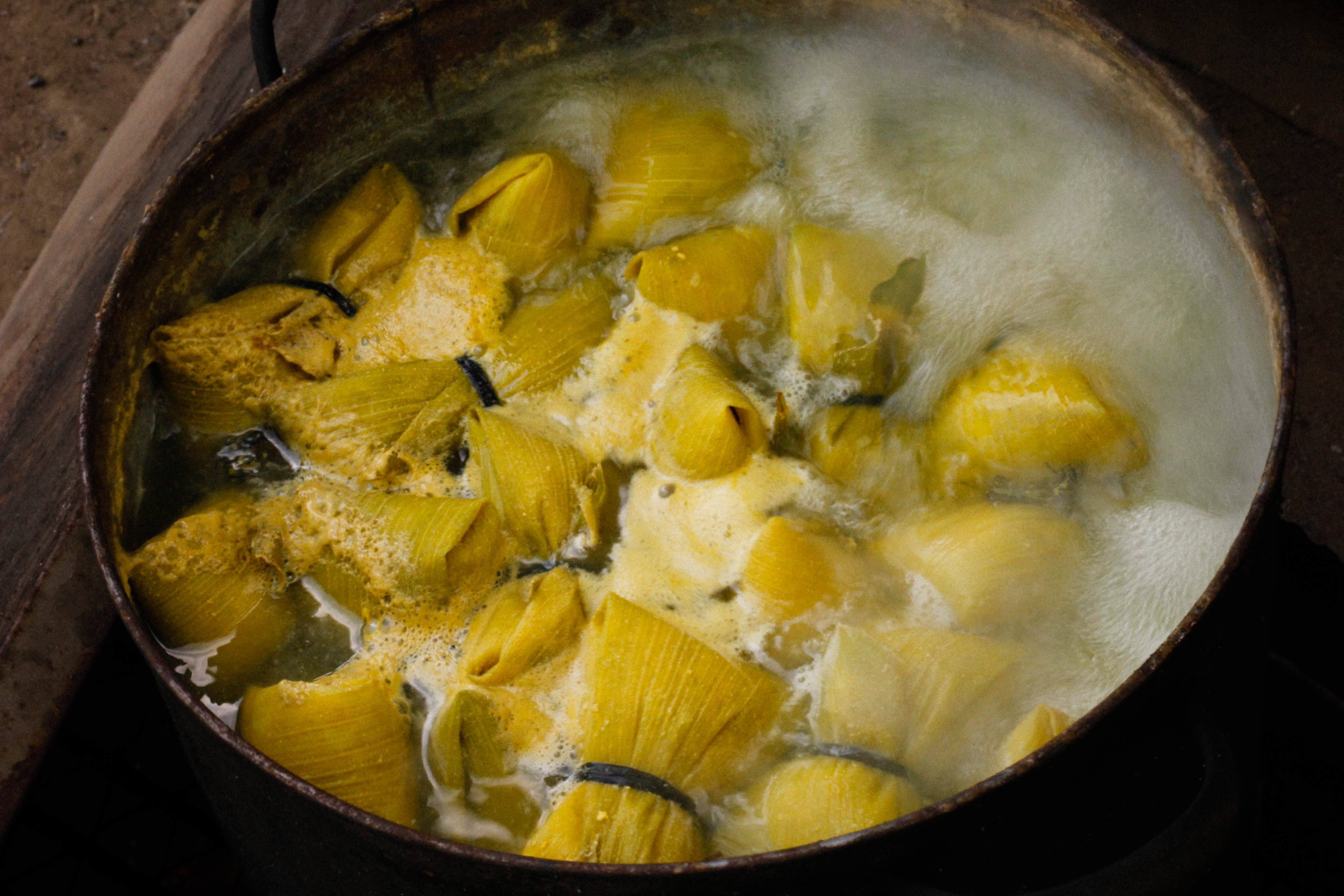
Приготування уміта

### Болівія
- Уміта – традиційна їжа в Болівії, Чилі, Еквадорі та Перу

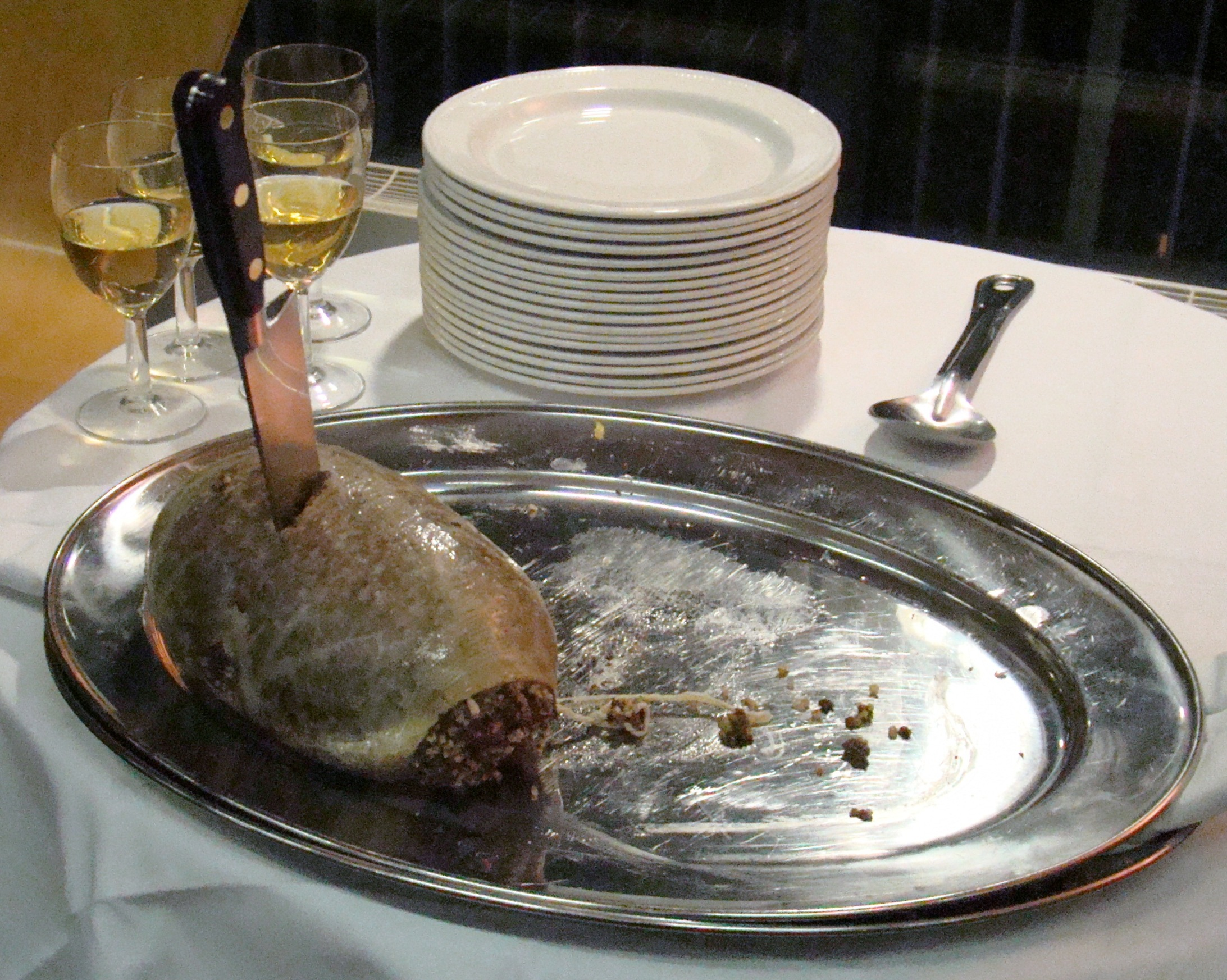
Хаггіс - традиційна страва Шотландії

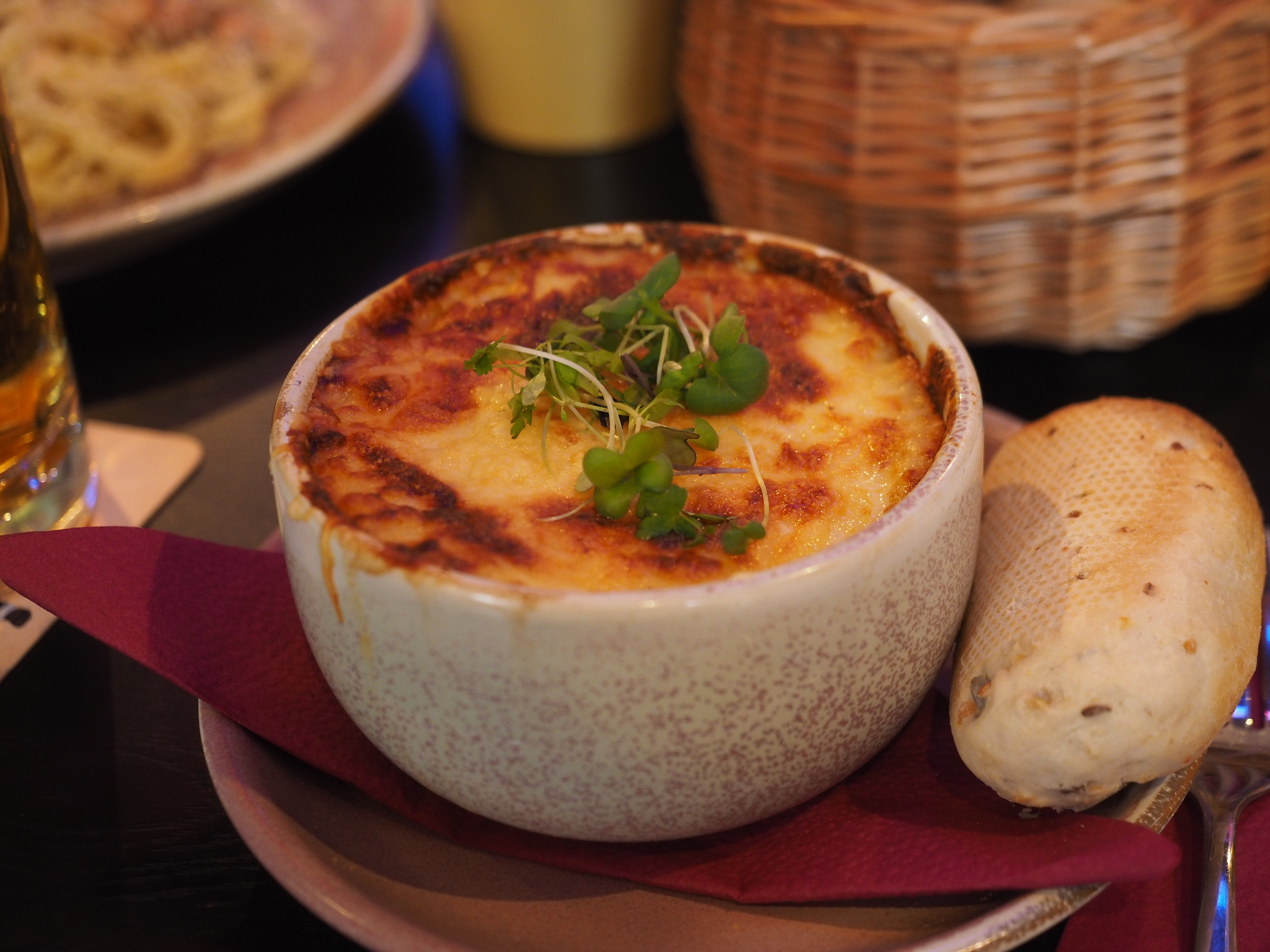
Дачний пиріг

### Велика Британія

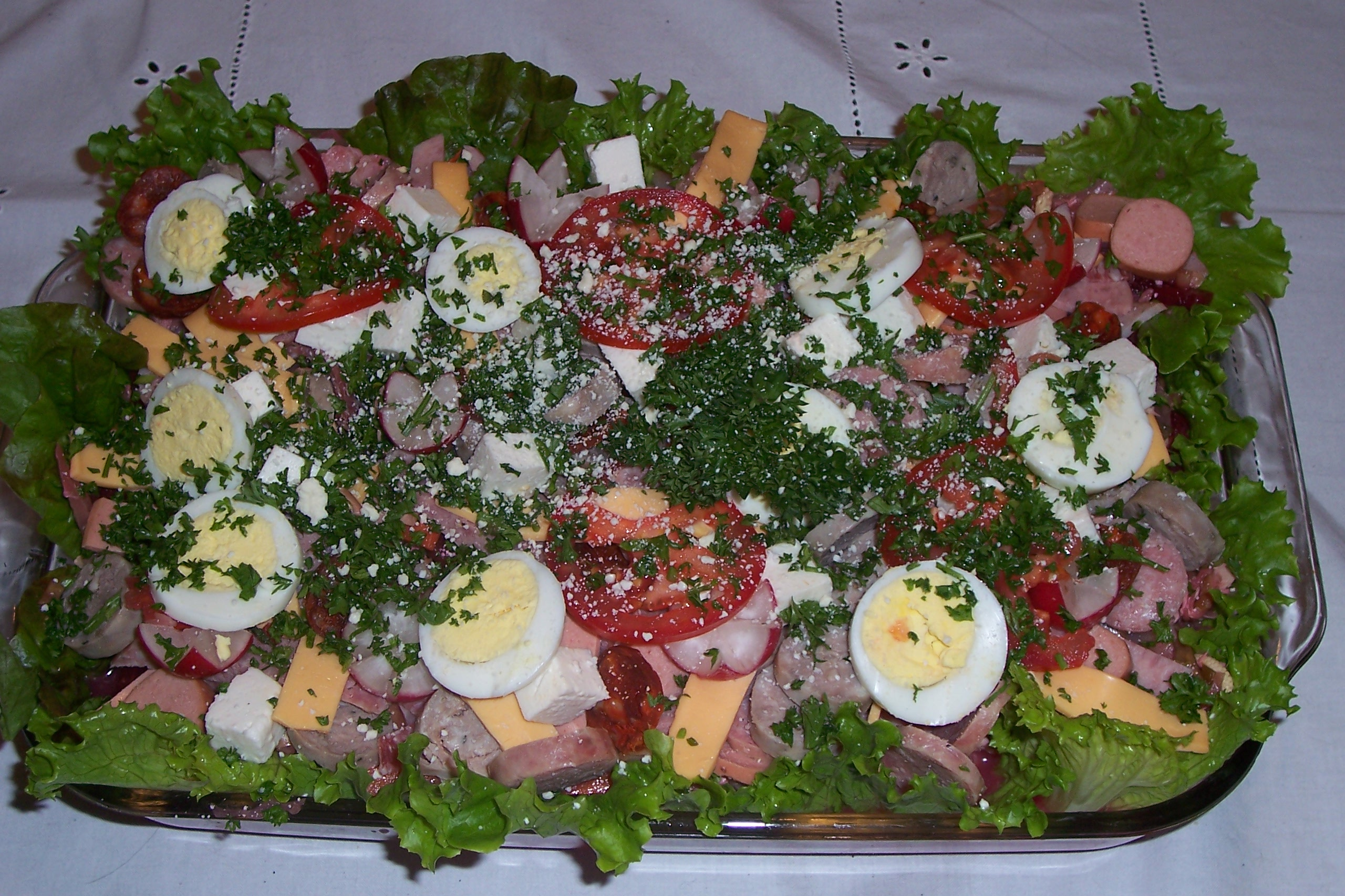
Фіамбре

- Вівчарський пиріг
- Риба з картоплею
- Повний сніданок
- Недільний обід
- Валлійський кролик
- Бара брит
- Хаггіс

### Гватемала
- Фіамбре — традиційна гватемальська страва, яку готують і їдять щороку на святкування Дня мертвих  і Дня всіх святих

### Естонія
- Мульгіпудер[et]
- Сепік (хліб)[en]

### Ємен
- Кабса

### Індія

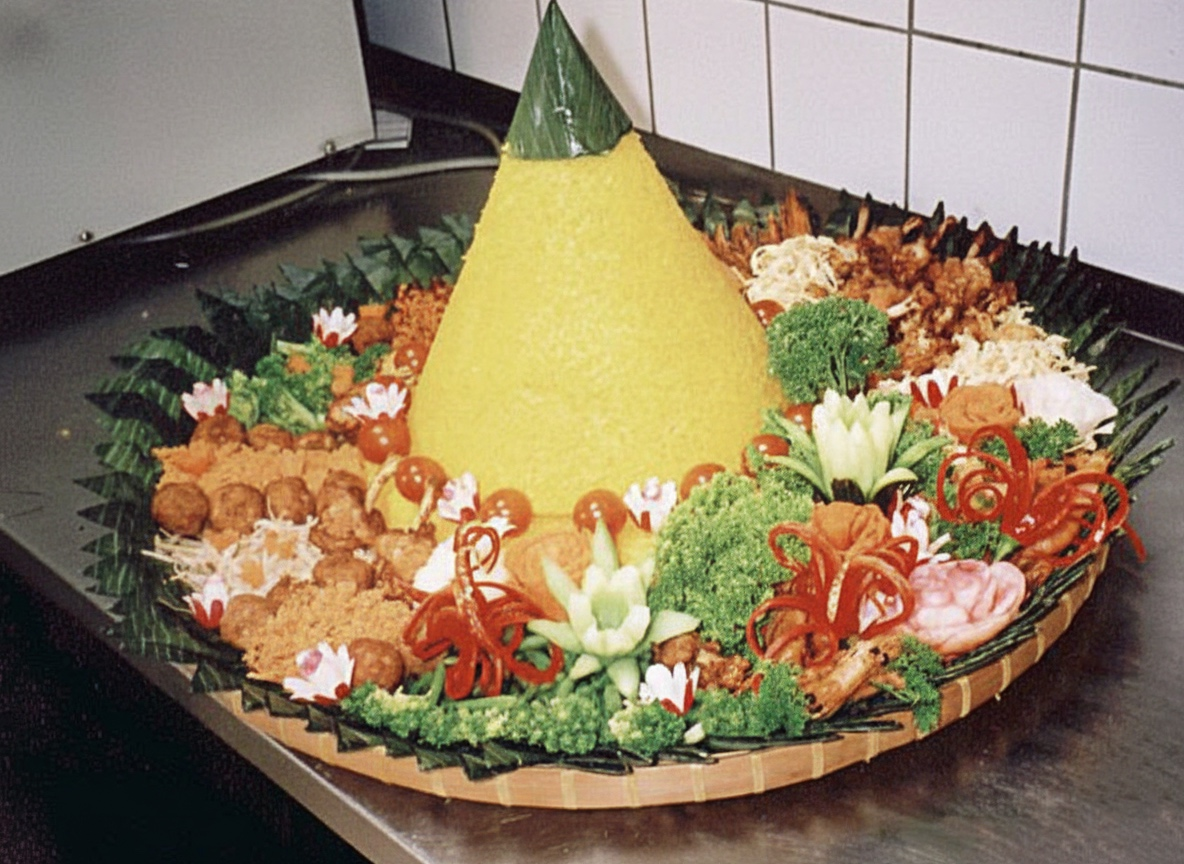
Тумпенг - індонезійська національна страва

- Ідлі
- Фірні
- Доса
- Самбар і чатні
- Расам
- Путту

### Індонезія
- Брем[id] – ферментований пиріг-закуска
- Гадо-гадо – традиційний салат в арахісовому соусі
- Ґудег[en] – рагу з молодого незрілого джекфрута, традиційна їжа з Джок’якарти
- Кетупат – традиційний рисовий вареник
- Папеда – саго, традиційна страва Східної Індонезії (Малукські острови та Папуа)
- Ренданг – традиційна страва мінангкабау із Західної Суматри
- Сате - м'ясо на грилі на шампурах, різні традиційні регіональні варіанти існують в Індонезії
- Сото – категорія традиційного супу Індонезії, існує безліч регіональних варіацій
- Темпе – ферментований соєвий пиріг, традиційна страва з Яви
- Тумпенг[en] – церемоніальна рисова ріжка, оточена різними гарнірами, індонезійська національна страва

### Ірландія
- Повний сніданок
- Недільний обід

### Ісландія
- Гаукарль –   національна страва Ісландії[7]
- Ганьґікйот [8]
- Торраматюр – м’ясні рибні продукти, нарізані скибочками або шматочками та подани з  житним хлібом , маслом і алкогольним напоєм Бреннівін[9]

### Іспанія

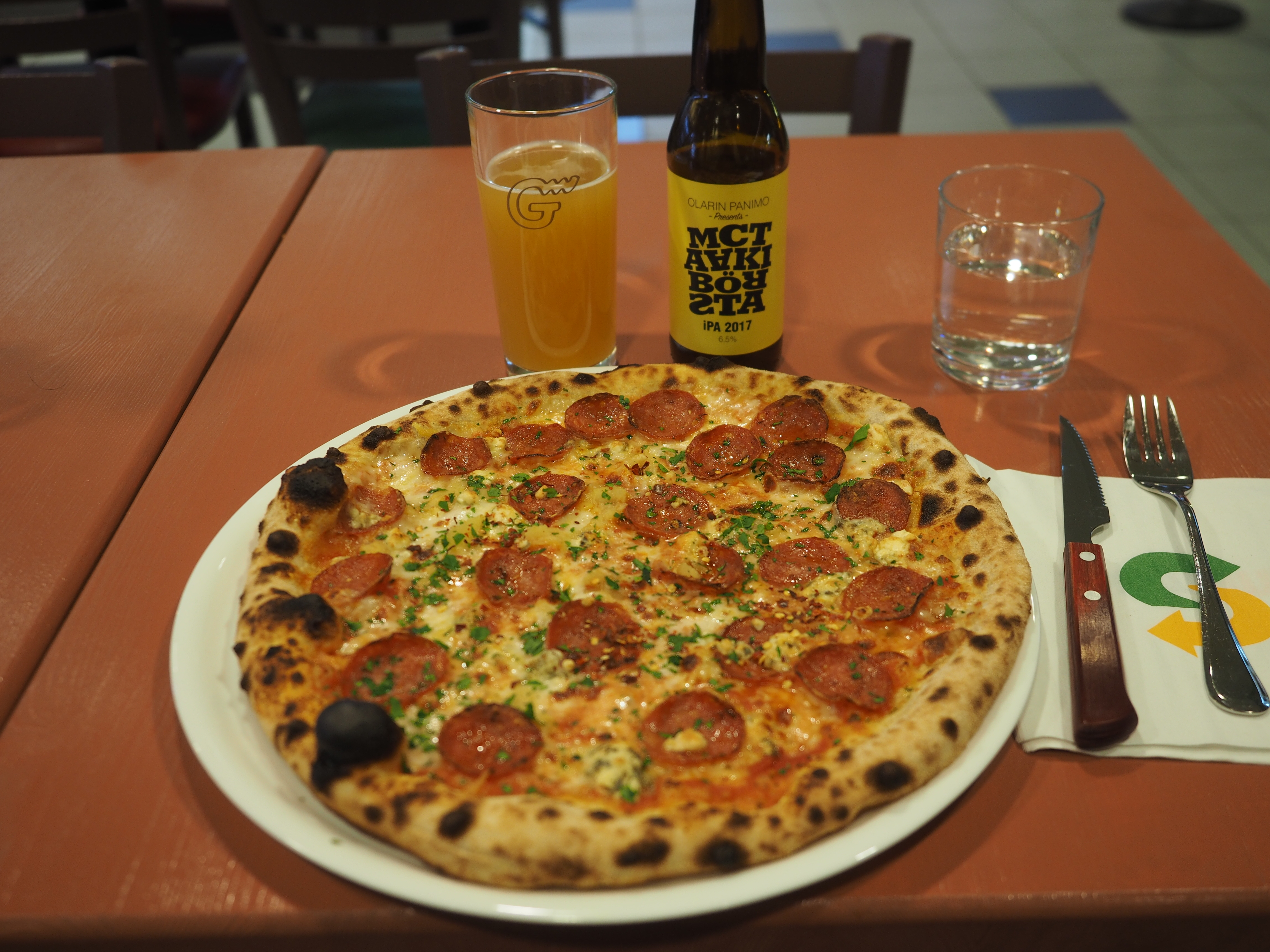
Піца

- Іспанське вино

### Італія
- Паста
- Піца
- Прошутто
- Равіолі
- Салямі
- Спагеті
- Італійське вино
- Маскарпоне
- Панна котта

### Іран
- Тахдіг
- Горме сабзі
- Фесенджан
- Сабзі поло
- Абгушт
- Гхеймех
- Шолезард
- Аш
- Мірза Гассемі
- Багала гхатогх

### Канада
- Сільська їжа відноситься до традиційного харчування аборигенів  [10][11]
- Західна дієта
- Обід на День подяки
- Кленовий сироп
- Туртьєр
- Кретони[en]
- Фріко[en] традиційна акадська страва

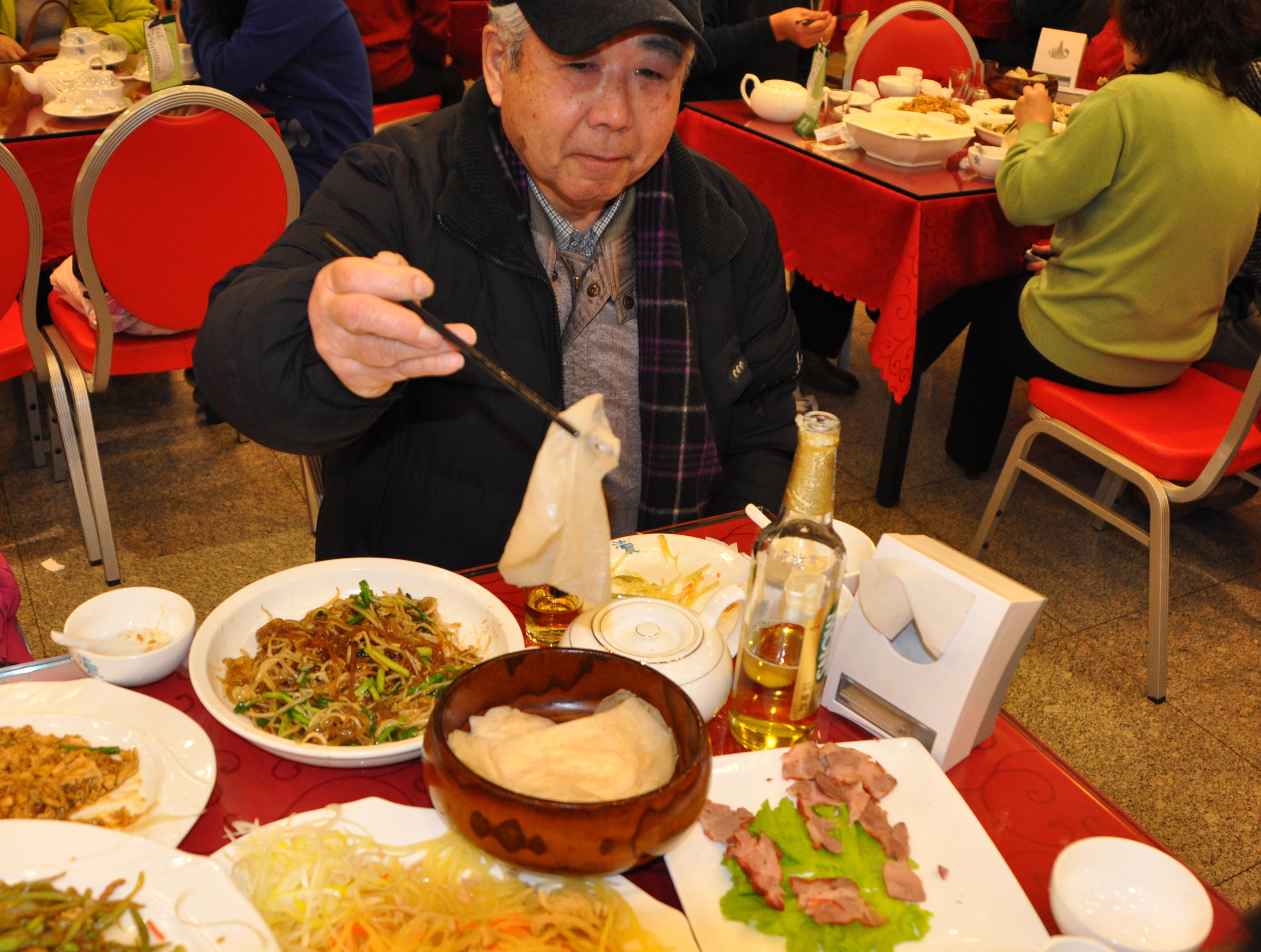
Поїдання весняних млинців

### Китай
- Димсам
- Весняні млинці[en] — традиційна китайська страва, унікальна для північних регіонів. Їдять весняні млинці на честь початку весни.
- Цзунцзи — рис з фаршем, загорнутим в листя бамбука та відвареними. Зроблено на честь поета і міністра Цюй Юаня під час фестивалю човнів-драконів.

### Коста Ріка

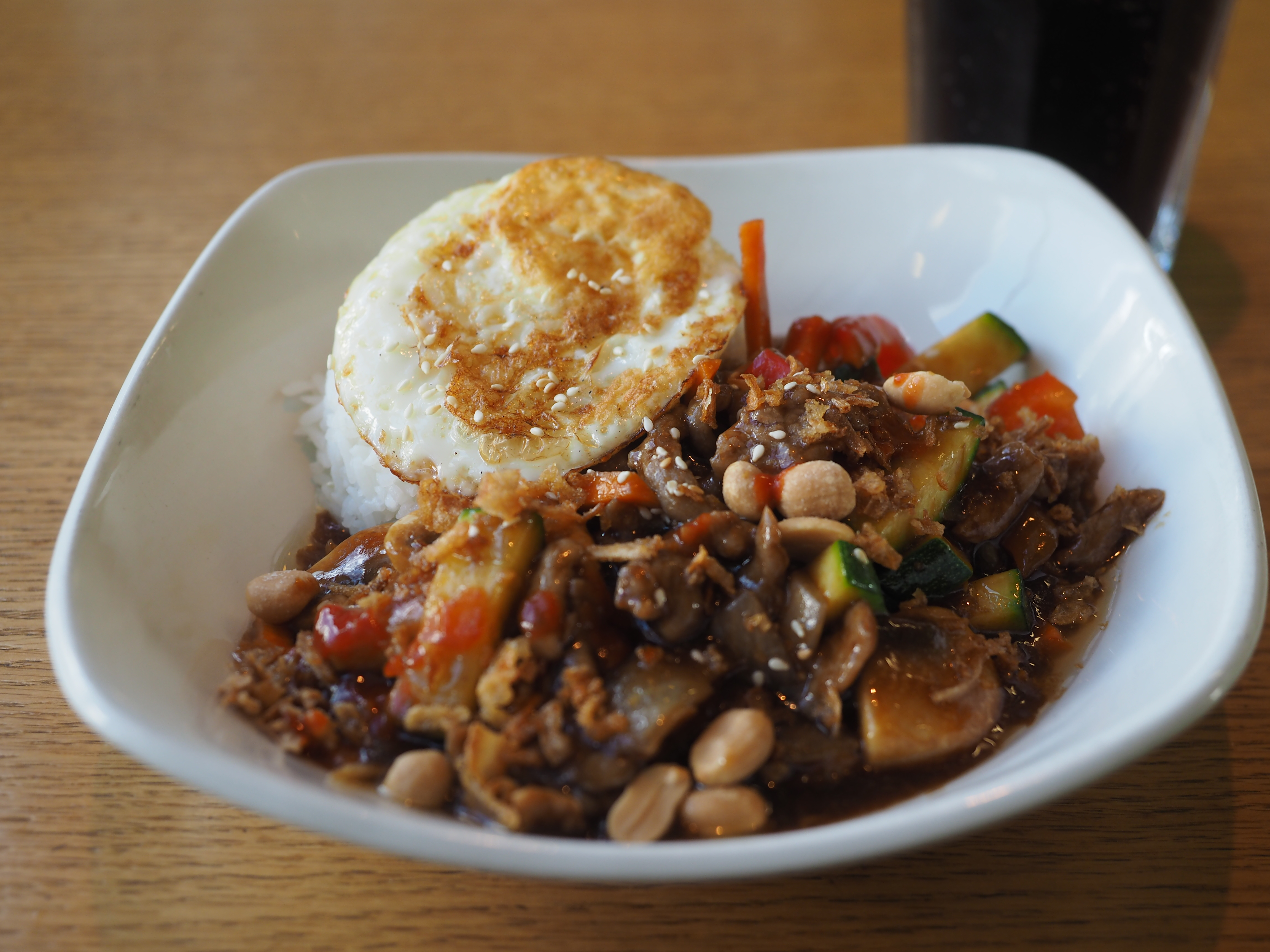
Пібімбап

- Рис і квасоля[en] [12]

### Корея

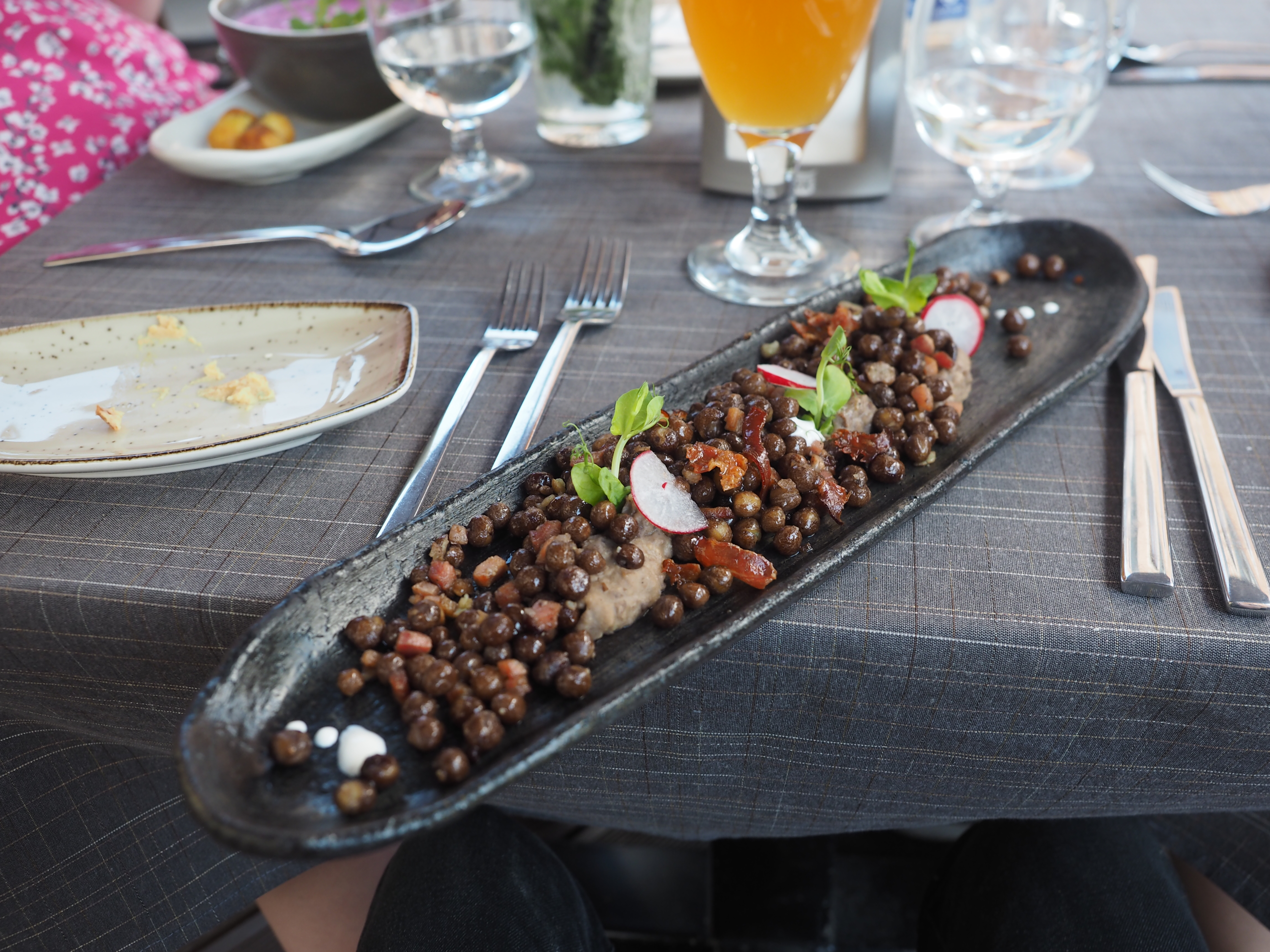
Сірий горошок з беконом і редькою.

- Пібімбап
- Пулькгогі
- Кімчі
- Хрусткий рис
- Суннюн

### Латвія
- Сірий горох[lt]
- Скландраусіс

### Литва

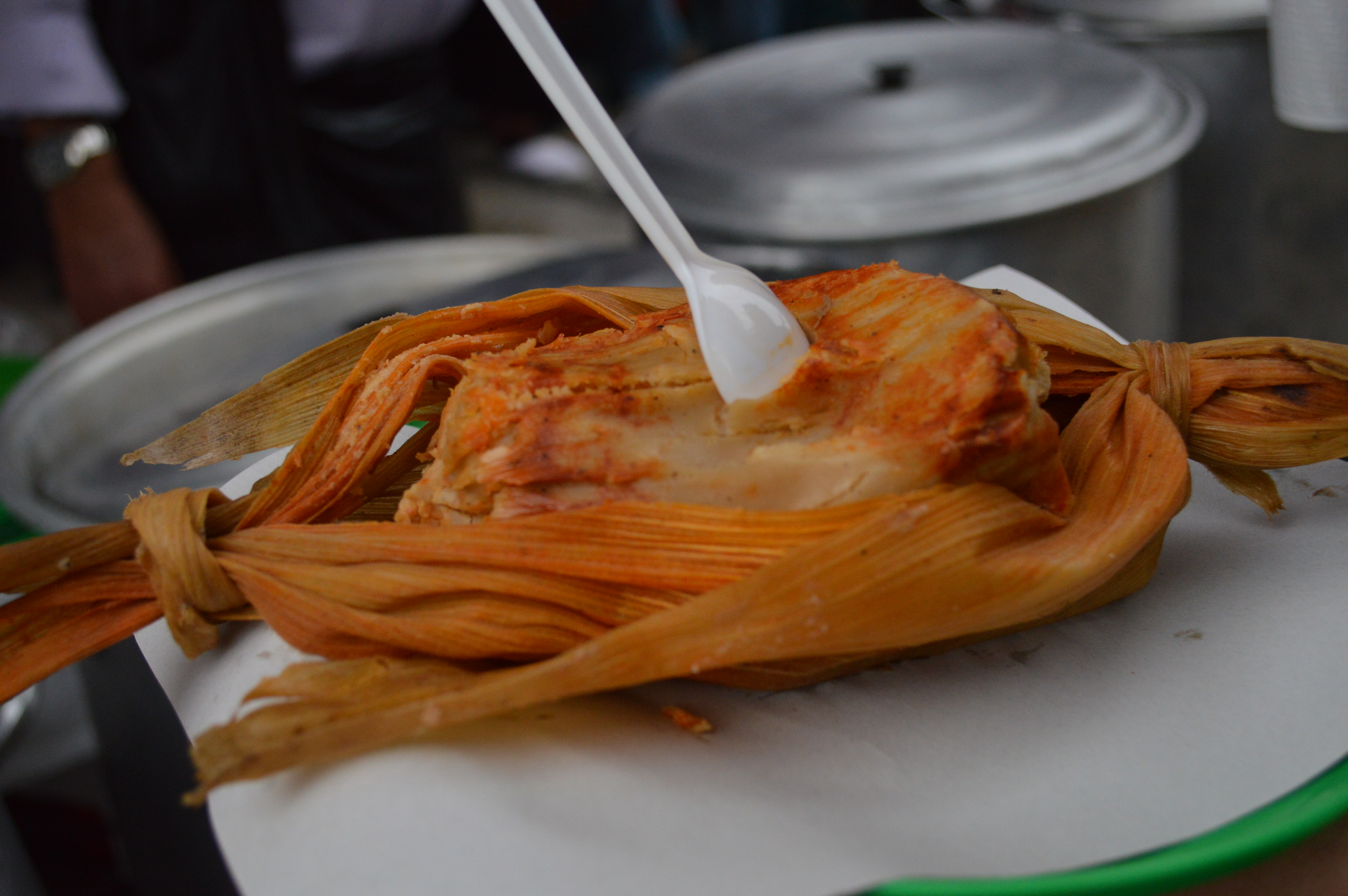
Тамале

- Цепеліни

### Мексика
- Тамале

### Непал
- Дхіндо

### Нігерія
- Бамбара – традиційна харчова культура в Західної Африці

### Німеччина
- Шварцвальдська шинка

### Південна Африка
- Боботі
- Мальва пудинг
- Самоса

### Саудівська Аравія

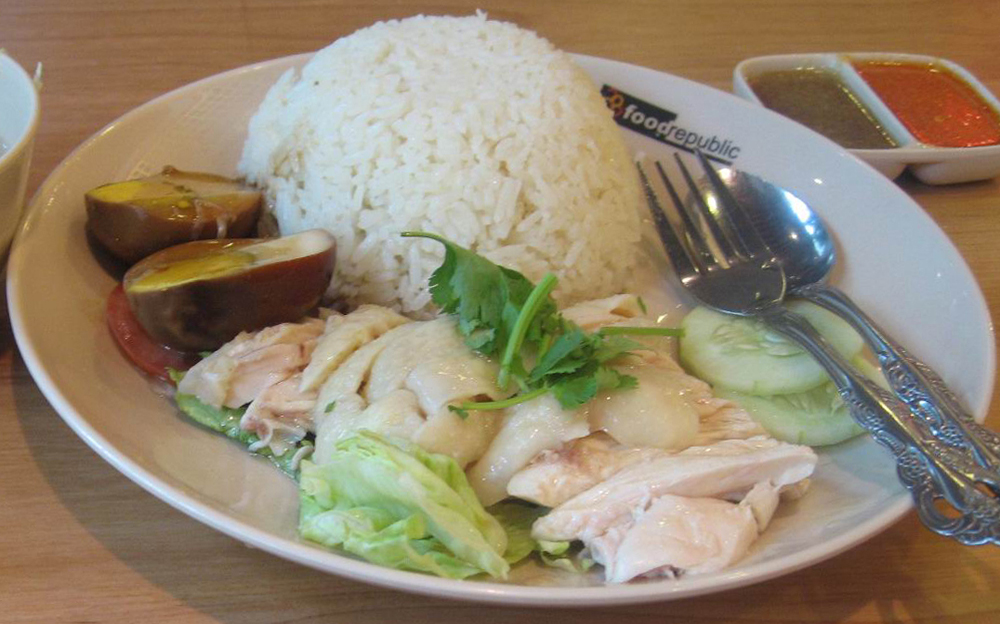
Курячий рис по-хайнаньськи

- Кабса

### Сінгапур
- Курячий рис по-хайнанськи – вважається національною стравою Сінгапуру

### Словаччина
- Бринзові галушки
- Лечо

### США
- Обід на День подяки
- Сирна соломка
- Кукурудзяний хліб

### Таїланд
- Клейкий рис з манго
- Пад тай

### Туреччина
- Імам-баялди [13]

### Уганда
- Malewa[en] – копчений пагін бамбука

### Україна

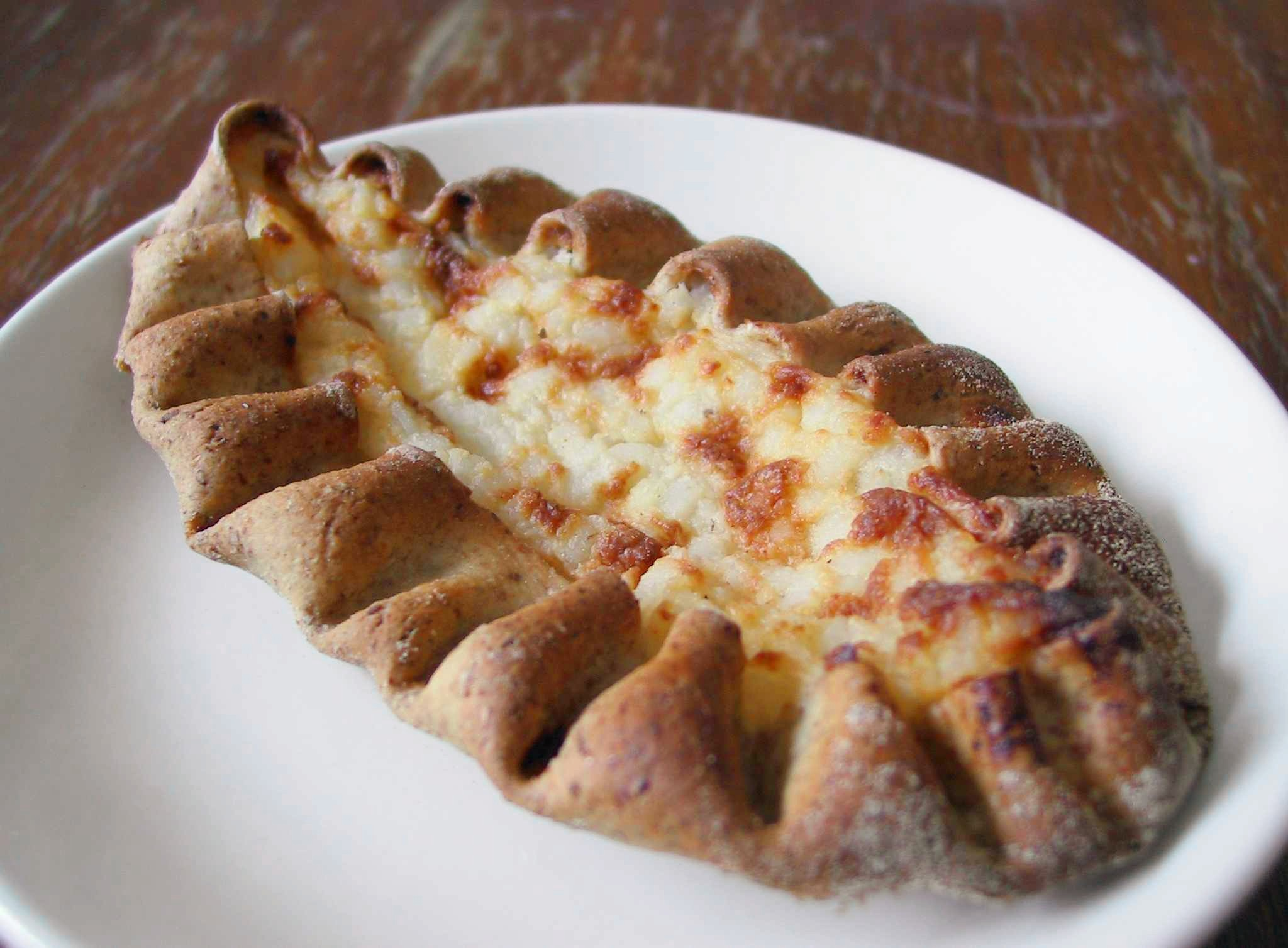
Карельський пиріг

- Борщ
- Вареники
- Сало

### Фінляндія
- Карельське рагу
- Карельський піріг
- Руйсрейкялейпя
- Мустамаккара[en]
- Калакукко
- Мяммі
- Йоулутортту[en]

### Франція
- Курка Брес[en] – французький курячий продукт
- Фуа-гра
- Французьке вино
- Французькі сири (Список французьких сирів[fr])

### Хорватія
- Бринзові галушки
- Лечо

### Чехія

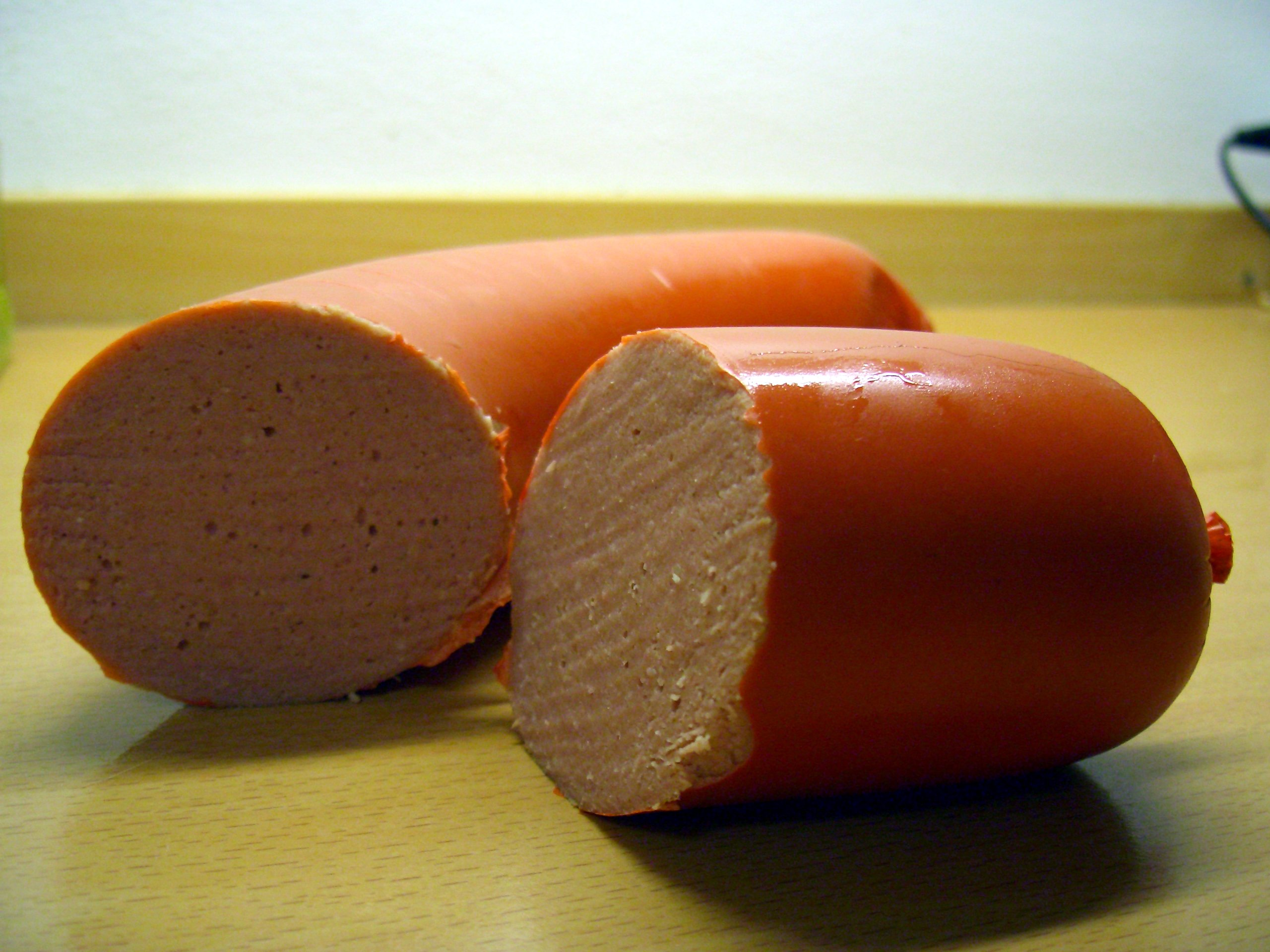
Шведська ковбаса фалукорв, розділена навпіл.

- Бринзові галушки
- Лечо

### Швеція
- Фалукорв[en]
- Фрестель Янсонса
- Піттіпанна

### Швейцарія
- Емменталь
- Тет де Муан (сир)
- Вашрен Мон-д'Ор
- Капунс

### Японія
- Моті – в Японії їдять цілий рік. Моті є традиційною їжею на японський Новий рік, і його зазвичай продають і їдять у цей час.

## Традиційна іжа регіонів світу

### Співдружність Карибського басейну
- Рис і горох – традиційна страва в англо-карибських країнах

### Левант (Східне Середземномор'я)
Найпопулярнішими традиційними стравами в регіоні є ті, що готуються з бобових, зокрема, фалафель, фуул,  хумус і медамміс. Традиційні страви Леванту також включають  халву, канафе, лабане і тахіні. 

Популярні традиційні страви в регіоні Східного Середземномор'я
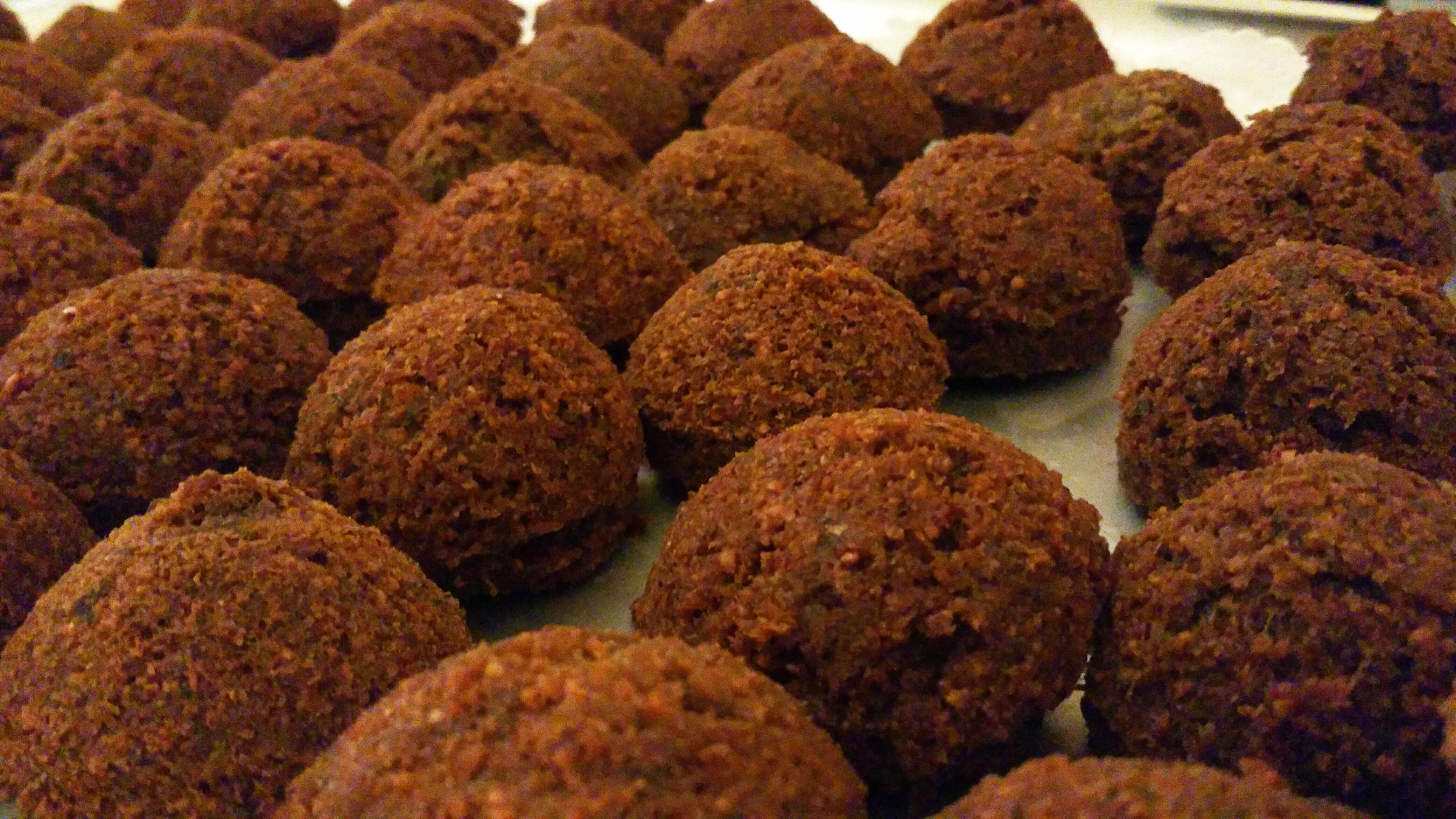
Фалафель
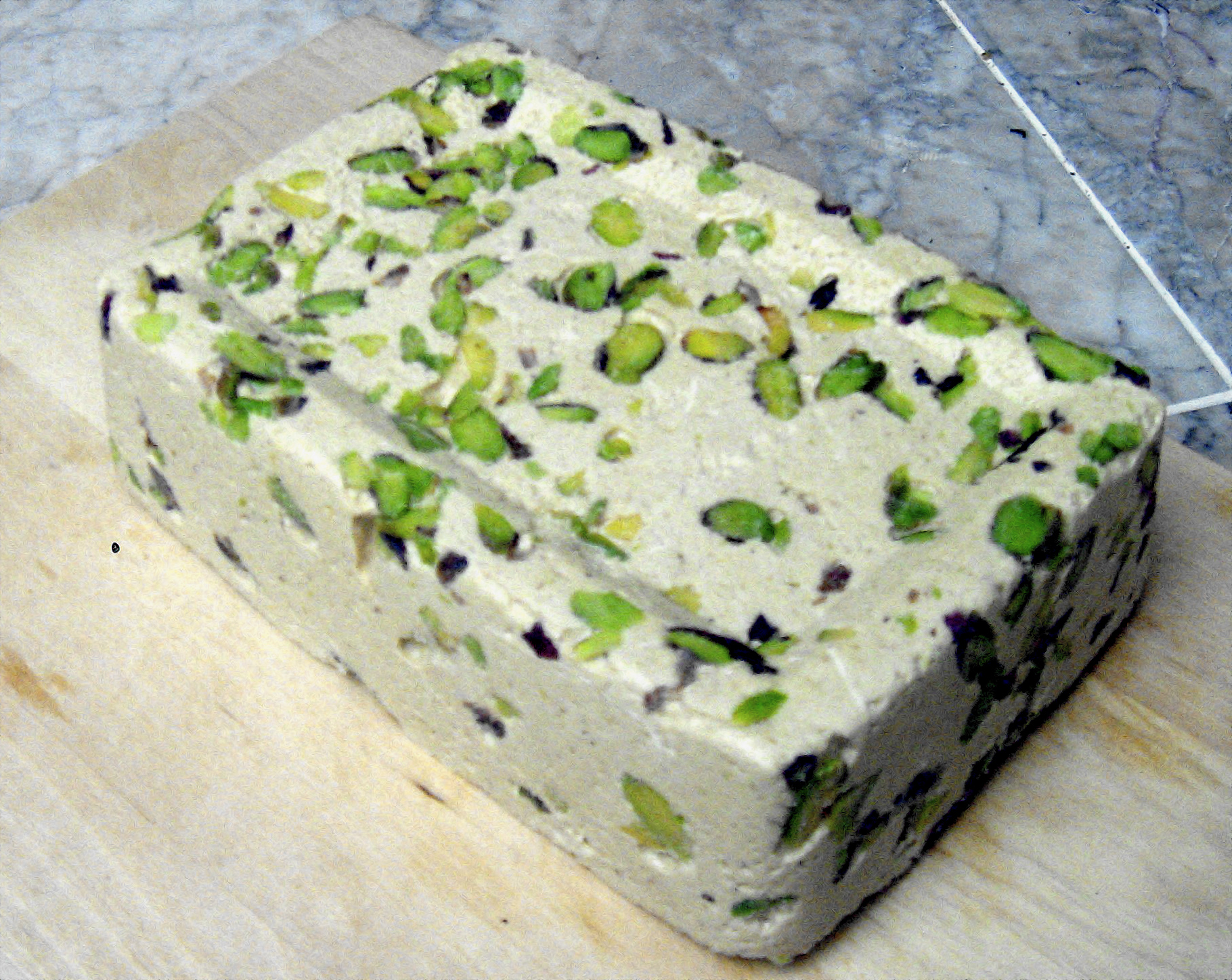
Халва готується з тахіні та фісташковими горіхами
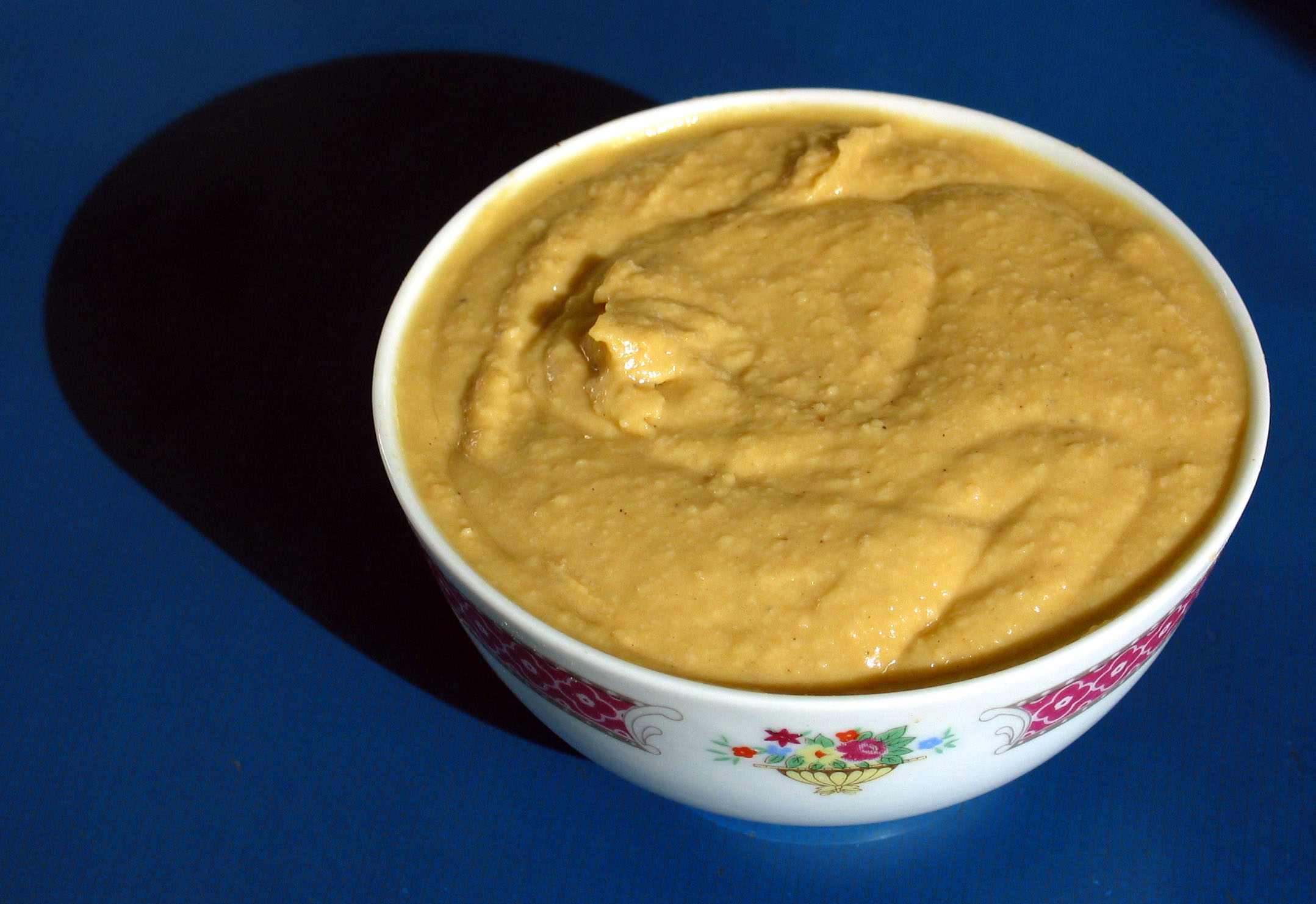
Хумус
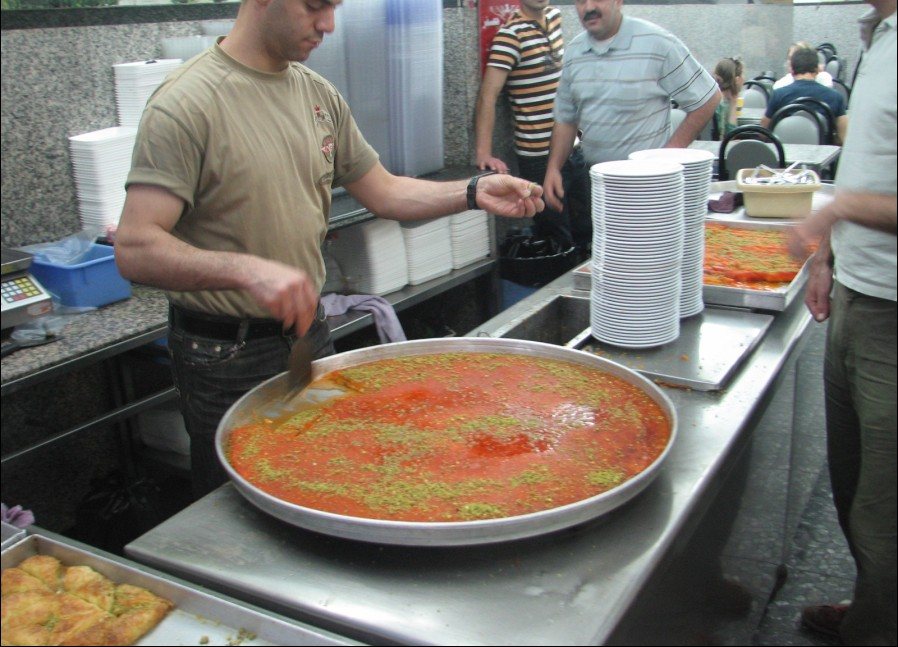
Канафе в Палестині
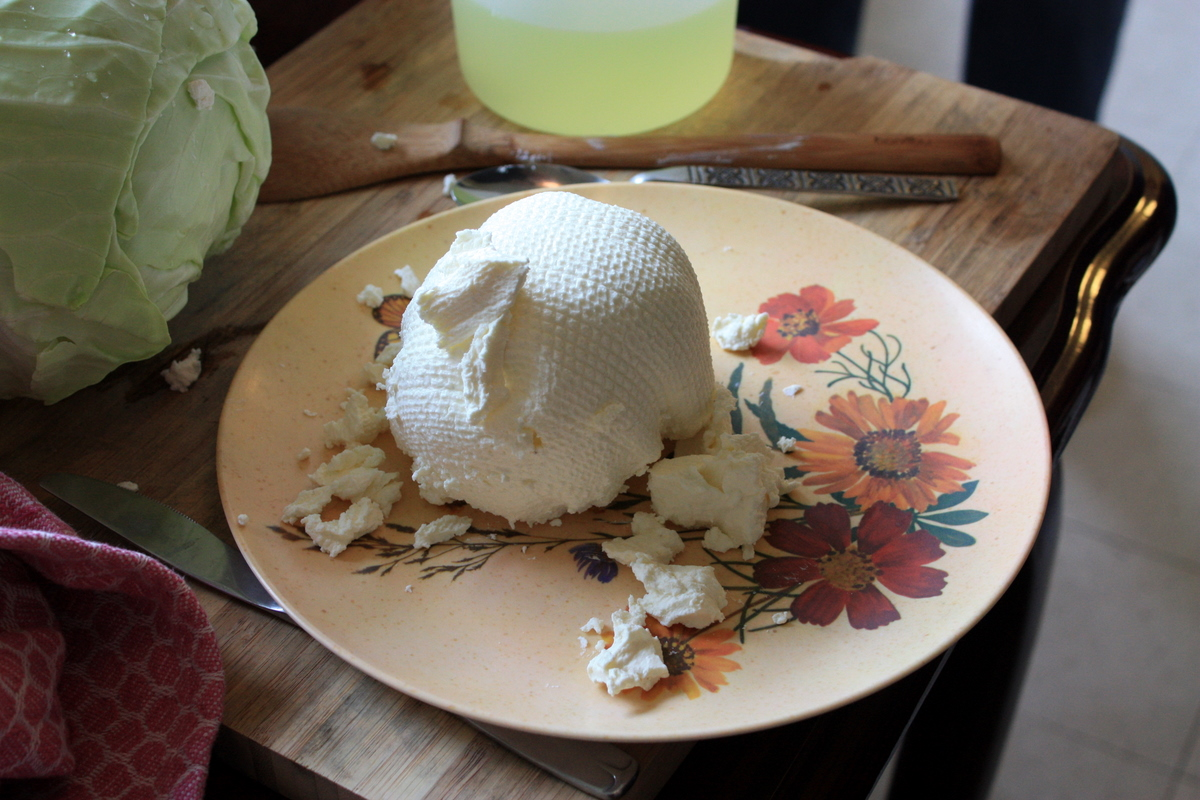
Лабане